# 劉珷
劉珷（1409年—？），字次珣，號信斋，江西吉安府安福縣人，官籍。明朝政治人物。進士出身。

## 生平
順天府鄉試第六名。正統十年（1445年）乙丑科會試第一百四十名，殿試登進士第二甲第三十一名除兵科給事中，以疾請歸。天順元年復除工科給事中，尋掌科事，陞廣西提學僉事。

## 家族
曾祖劉樂善，曾任紹興府知府。祖父劉汝裘，曾任封翰林院檢討。父亲劉麟應，曾任翰林院脩撰。堂弟劉璧，景泰進士。